# ماريا إيلينا هيريديا
ماريا إيلينا هيريديا (بالإسبانية: Maria Elena Heredia) هي ممثلة فنزويلية، ولدت في 17 أغسطس 1965 في كاراكاس في فنزويلا.

## وصلات خارجية
- ماريا إيلينا هيريديا على موقع IMDb (الإنجليزية)